# Aspidosperma nemorale
Aspidosperma nemorale är en oleanderväxtart som beskrevs av Osvaldo Handro. Aspidosperma nemorale ingår i släktet Aspidosperma och familjen oleanderväxter. Inga underarter finns listade i Catalogue of Life.